# Kristus och äktenskapsbryterskan (Cranach)
Kristus och äktenskapsbryterskan (tyska: Christus und die Ehebrecherin) är en serie oljemålningar av den tyske renässanskonstnären Lucas Cranach den äldre och hans ateljé där hans son Lucas Cranach den yngre var framträdande. 
Motivet om Kristus och äktenskapsbryterskan är hämtat från Johannesevangeliet (8:1–11) i Nya testamentet som berättar om när Jesus undervisade i templet i Jerusalem. Fariséerna och de skriftlärda, som kände sig hotade av Jesus popularitet, förde till honom en olycklig kvinna som ertappats med äktenskapsbrott. De hoppades att han skulle svara på ett sätt som stred mot den judiska lagen. Jesus svar är ett av Bibelns mest berömda citat: "Den av er som är fri från synd skall kasta första stenen på henne". När fariséerna hörde hans svar dämpades deras upprymdhet och en efter en gick de därifrån. När endast kvinnan var kvar sa Jesus till henne: "Inte heller jag dömer dig. Gå nu, och synda inte mer."
Serien omfattar cirka 30 målningar; de första bevarade versionerna målades av Cranach på 1520-talet. De senare versionerna är attribuerade hans mycket produktiva ateljé där konstnärens son Lucas Cranach den yngre ingick. Nationalmuseum i Stockholm äger två versioner som både innehåller inskriptionen "WER VUNTER EUCH ON SVNDE IST DER WERFFE DEN ERSTEN STEIN AVFF SIE: IOHAN: AMVIII CAP". På den ena syns Cranachs signatur, en bevingad drake, under inskriptionen. Utifrån drakvingarnas form kan man fastställa att den utförts efter 1537. Tavlan var i Gustav Vasas ägo på Gripsholms slott vid 1500-talets mitt. Den andra Stockholmsmålningen saknar signatur och kom troligen till landet 1648 i samband med Pragrovet under trettioåriga kriget. 

## Olika versioner
| Bild        | Attribuering                            | År              | Teknik                                    | Format (cm)  | Samling                                           |
| ----------- | --------------------------------------- | --------------- | ----------------------------------------- | ------------ | ------------------------------------------------- |
|             | Lucas Cranach den äldre                 | cirka 1520      | målning på pannå (lind)                   | 80,5 x 108,2 | Fränkische Galerie, Kronach                       |
|             | Lucas Cranach den äldre                 | 1532            | olja på pannå (lind)                      | 82,5 × 121   | Museet för sköna konster, Budapest                |
|             | Lucas Cranach den äldre                 | 1533            | olja på pannå (bok)                       | 84 x 118     | National Gallery of Canada, Ottawa                |
|             | Lucas Cranach den yngre                 | efter 1532      | olja på pannå (koppar, överförd från trä) | 84 x 123     | Eremitaget, Sankt Petersburg                      |
|             | Lucas Cranach den äldre och hans ateljé | efter 1537      | olja på träpannå                          | 77 x 124     | Nationalmuseum, Stockholm                         |
|             | Lucas Cranach den äldre och hans ateljé | efter 1537      | olja på pannå (lind)                      | 76 x 121     | Nationalmuseum, Stockholm                         |
|             | Lucas Cranach den yngre                 | efter 1537      | olja på träpannå                          | 74,3 x 121,9 | Chrysler Museum of Art, Norfolk, Virginia         |
|             | Lucas Cranach den äldre och hans ateljé | cirka 1535–1540 | olja på pannå (lind)                      | 81,7 x 147,2 | Klassik Stiftung Weimar                           |
|             | Lucas Cranach den yngre                 | 1545            | målning på pannå (lind)                   | 72,8 x 120   | Staatsgalerie Aschaffenburg, Schloss Johannisburg |
|             | Lucas Cranach den yngre och hans ateljé | 1549            | olja på duk (överförd från pannå)         | 114 x 176    | Bonnefantenmuseum, Maastricht                     |
|             | Lucas Cranach den yngre                 | cirka 1545–1550 | olja på pannå (bok)                       | 15,9 x 21,6  | Metropolitan Museum of Art, New York              |
| bild saknas | okänd, kopia                            | 1700-talet      | olja på träpannå                          | 92,5 x 121,5 | Nasjonalmuseet, Oslo                              |